# Nyál

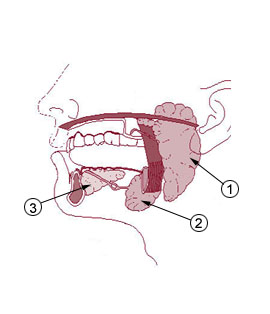
Az emberi szervezet nyáltermelését a szájüregben három pár nyálmirigy biztosítja: 1. Fültőmirigy; 2. Állkapocs alatti mirigy; 3. Nyelv alatti mirigy

A nyál az emlősök szájüregében a nyálmirigyek által termelt színtelen, viszkózus, változó kémhatású, folyadék, amely védi a szájnyálkahártyát a kiszáradástól, táplálkozáskor részt vesz a táplálék kezdeti emésztésében, továbbá védi a szájüreget, a fogakat a kórokozó mikrobákkal szemben.

## A nyál élettani jelentősége
Az evolúció korai szakaszában kialakult, nyálat termelő szerv, azaz a nyálmirigy már az ízeltlábúaknál is megtalálható, mint az előbélbe nyíló három pár csöves képlet. A puhatestűeknél a garatba nyíló egy vagy két pár nyálmirigy található, melynek belső rétegét csillós sejtek takarják. Az alacsonyabb rendű gerincesekben nyáltermelésre specializálódott, független nyálmirigy egyáltalán nem található. A gerincesekben először a kétéltűekben jelenik meg, ahol az állkapocstájon, a garatban és a nyelvben fordulnak elő. A hüllőknél, mint jól definiált szerv a nyálmirigy a nyelv alatt fejlődik ki.  A madaraknál a táplálkozástól függően a nyálmirigyek eltérő kémiai összetételű váladékot termelnek, de egyaránt jellemző, hogy mucint termelő sejtekből épül fel a nyálmirigy.  A húsevő madarak nyála mucinózusabb, a magevők nyálmirigyeinek váladéka ezzel szemben inkább szerózus, fehérjében gazdagabb folyadék, amelyben emésztést segítő amiláz enzim mutatható ki. Az emlősökben három pár nagy nyálmirigy üríti a a kémiai összetételükben kissé eltérő váladékot a szájüregbe, amelyek mellett számos, kis méretű nyálmirigy is található.
Az emberi szervezet nyáltermelését a szájüregben – kissé eltérő kémiai összetételben – három pár nyálmirigy biztosítja: a fültőmirigy (glandula parotis), az állkapocs alatti mirigypár (gl. submandibularis) és a nyelv alatti mirigypár (gl. sublingualis). Ezeken túl a szájüreg nyálkahártyájában található még számtalan kis méretű nyálmirigy is. A fültőmirigy által termelt nyál szerózus, az állkapocs alatti inkább kevert, tehát szerózus és mucinózus folyadék. Elektrolit-összetételében viszont nincs különbség közöttük.
A szerózus és a mucinózus nyál viszkozitásának különbsége nem a fehérjekoncentrációk eltérésének, hanem az abban oldott fehérjék kémiai különbségének következménye.
A nyál összetett élettani szerepe a következőkben foglalható össze:
- A száj nyálkahártyájának nedvesen tartása, annak védelme a kiszáradástól. A nyál nedvesen tartja a száj képleteit, ezáltal a beszéddel kapcsolatos artikulációt is biztosítja. A nyálelválasztás egyben a szervezet vízkészletének jó indikátora is, mert a vízhiány a nyálkahártya kiszáradását, a nyálszekréció csökkenését okozza és ily módon reflektorikusan a szomjúságérzés kiváltásában is szerepe van.
- A nyálnak mucintartalma következtében síkosító hatása, tehát „kenőanyag” szerepe is van. A szájban lévő táplálékot bevonja és nyelhetővé teszi. A száraz étel lenyelése meglehetősen nehézkes és fájdalmas lenne nyál nélkül.
- A nyál a benne oldott enzimek (embernél elsősorban az „alfa-amiláz”') révén emésztő működéssel is rendelkezik. Bár a szájban a táplálék csak rövid ideig marad, de a keményítő bontása a nyál-amiláz segítségével a gyomorban tovább folyik.
- A nyál oldó-hígító működésének köszönhetően a száj tisztulni képes az odakerült nem hasznosítható, szennyező, porszerű anyagoktól (pl. homok). A nyál hígító szerepe jól érvényesül a kellemetlen ízű vagy a szájnyálkahártyát izgató, maró anyagok (pl. savak, lúgok) esetén.  Ezek az anyagok a nyállal felhígulnak és könnyűszerrel eltávolíthatók. Ugyanakkor a nyál oldó hatása is nagyon fontos, mert az ízlelőbimbókban csak az oldott állapotú anyagok képesek ízérzést kiváltani.
- A nyál hozzájárul a szájüreg tisztán tartásához, a fogak védelméhez és szerepe van a fogszuvasodás (caries) kivédésében is. Továbbá rendelkezik bakteriosztatikus hatással is, melynek révén a szájban előforduló baktériumok szaporodását és növekedését gátolja.
- A hányásközpont ingerülete fokozott nyálszekréciót vált ki, ami egyrészt síkosítja a szájüreget és a garatot, másrészt a szájüregben a gyomorsav maró hatását enyhíti.
- Figyelemre méltó a nyál úgynevezett szekréciós működése, melynek révén a nyálmirigyek képesek a nyállal kiválasztani (szekretálni) bizonyos testidegen vegyületeket (xenobiotikumokat), melyek adott esetben mérgezőek is lehetnek (higany-, bizmut, arany-vegyületek). Ezek egy része vagy távozik a köpettel, esetleg lerakódik a szájban, a fogakra, vagy lenyelve a széklettel távozik. Természetesen az ismételt felszívódás sem zárható ki. A nyálba kerülhetnek egyes betegséget okozó vírusok is, amelyek tüsszentéskor, köhögéskor aeroszol formájában (cseppfertőzéssel) fertőznek és terjednek (influenza-, korona- vagy poliomielitisz-vírus).

## A nyáltermelés fiziológiája

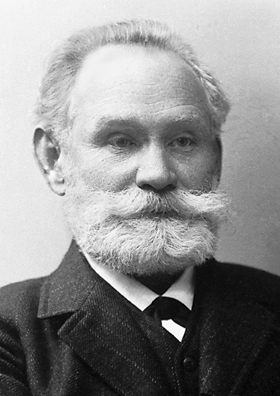
Ivan Petrovics Pavlov orosz fiziológus (1849-1936)

Az emberi átlagos nyáltermelés napi 700–1500 ml, amely folyadék nem hagyja el a szervezetet, ezért vízveszteséget nem okoz, mert a tápcsatornából szinte a teljes mennyiség újra felszívódik.
A nyálmirigyek minden esetben valamilyen ingerre válaszolva kezdik kiválasztani a nyálat és az inger típusától függően változik a nyál összetétele. Mechanikai ingerek (keksz, száraz kenyér, homok) hatására híg, mucinban szegény nyál termelődik először, hogy a híg nyálban oldódhasson az anyag és az ízről „felismerje” a szervezet a szájba került anyag természetét. Ugyancsak mucinban szegény nyál képződik erősebb kémiai ingerek hatására is (konyhasó, savak, lúgok), aminek feladata a kellemetlen anyagok hígítása és lehetőség szerint az eltávolítása. Ugyanakkor azok az ingerek, amelyeket a szájba került, ízben gazdag táplálék vált ki, mucinózus és emésztőenzim-tartalmú nyálképződéssel járnak. Ebből látható, hogy a nyálmirigyek nyálösszetétele alkalmazkodik a szájba került anyagokhoz, azok minőségéhez. Ez csak úgy lehetséges, ha a mirigyek váladéktermeléséért felelős sejtrétegben morfológiailag és funkcionálisan is eltérő szerózus és mucinózus típusú sejtek vannak. A szerózus sejtek jellemzően nagy mennyiségű izozmotikus (a vérplazmával megegyező ozmolalitású) elektrolitoldatot választanak el, melyben különböző fehérjék is találhatók. Ezzel szemben a mucinózus sejtek sűrűbb és lényegesen kisebb térfogatú folyadékban választanak ki mucint. További eltérés, hogy a három pár nagy nyálmirigyben a mucinózus és szerózus sejtek aránya eltérő. A fültőmirigy szinte teljesen szerózus sejtekből épül fel, a másik két pár viszont jelentős számban tartalmaz mucinózus sejteket.
A mirigyek nyáltermelése, annak megindulása elsősorban a táplálékfelvétel valamelyik mozzanatával függ össze, amelyet a központi idegrendszer szabályoz. A szájüreg ízérző- és mechanoreceptorainak, valamint az orrüreg nyálkahártyájában található szagérző receptoroknak az ingerlésével váltódik ki az a „feltétlen reflex” (velünk született), amely a nyálképződés folyamatát koordinálja. Maga a rágás folyamata is egy ingert jelent a nyáltermeléshez, amit jól példáz a rágógumi hosszan tartó rágása, amely adott esetben órákig tartó szerózus nyáltermelést generál. A rágáshoz hasonló reflexes nyálelválasztást indukálhatnak a szájüregbe került idegen szilárd tárgyak (pl. orvosi eszközök, fogorvosi műszerek) de még a hosszabb ideig tartó beszéd, a nyelv mozgásához köthető mechanoreceptor ingerlés is kiválthatja a szerózus nyáltermelést.
A feltétlen reflex mellett nagy jelentőséggel bír a tanult, azaz a  feltételes reflex is amely az életünk során szerzett  íz, szag és az étellel kapcsolatos egyéb tapasztalatokra támaszkodva már azelőtt megindítja a nyáltermelést, hogy a táplálék a szánkba került volna. A korábbi élmények alapján kialakult emlékeink alapján nyáltermelést indíthat el az éhes embernél a tányérok vagy evőeszközök csörgése, vagy akár az ízletes ételre vonatkozó kép vagy gondolat is.
A nyálelválasztást reflektorikusan a központi idegrendszer szabályozza. A száj receptoraiból kiinduló, és az agyhoz futó idegek pályái a háromosztatú agyideghez (nervus trigeminus) és a nyelv-garat ideghez (nervus glossopharyngeus) csatlakozva érik el a nyúltagyi központokat, ahol az ingerület átkapcsolódik a reflexív lefelé futó efferens rostjaira, azaz a nyálmirigyek szekréciós idegeire. Az említett idegrostok sérülése a nyálelválasztás megszűnéséhez vezethet.
A nyálelválasztás reflexfolyamatainak vizsgálata visszanyúlik a 19. század második feléig. A 19. század végén Ivan Petrovics Pavlov (1849-1936) orosz fiziológus, kutyákra kidolgozott kísérleti modelljével a nyálelválasztás reflexfolyamatait vizsgálva fedezte fel a feltételes reflexet, amely munkájáért 1904-ben vehette át a neki ítélt Nobel-díjat.
A nyálelválasztás folyamata nem tekinthető a vérplazma egyszerű mechanikai filtrációjának, hanem a vegetatív idegrendszer által szigorúan szabályzott specifikus sejtműködés terméke. Ennek legjobb bizonyítékai a nyállal kiválasztott anyagok (mucin, amiláz, lipáz, lizozim), amelyek a vérben nem fordulnak elő, vagyis a nyálmirigy sejtjeiben kell szintetizálódniuk. Nyáltermelés közben a sejtek oxigénfogyasztása is megnő, nagyobb mértékben, mint amit egy egyszerű filtrációs tevékenység indokolna.  A megnövekedett oxigénfogyasztás makromolekulák helyben történő bioszintézisére utal.
A nyálmirigyek belsejében található váladékot termelő sejtek (acinusok) elsődleges szekrétuma ozmolalitás szempontjából a vérplazmáéhoz rendkívül hasonló, azzal izozmotikus összetételű folyadék. Ez nem meglepő, mert a váladék forrása maga a vérplazma. Az így keletkezett primér nyálfolyadék azonban a nyál kivezető csatornáiban haladva fokozatosan veszít Na+- és Cl--koncentrációjából, amelyet a kivezető csövek hámsejtjei vesznek fel. Ugyanakkor a helyükre kevés K+ áramlik, így a szájüregbe kerülő nyál ezáltal hipozmotikussá válik. A szerózus sejtekben található, intracelluláris raktárakból (granulomokból) alfa-amiláz és a kalciumot kötő glikoprotein, a mucinózus sejtekből pedig a mucin kerül a kivezetőcsövekbe.
Említést érdemel még, hogy intenzív nyálelválasztás mellett annak ozmolalitása is egyre inkább megközelíti a plazma ozmotikus koncentrációját. Ennek oka, hogy a kivezető csövek Na+- és Cl--visszaszívó kapacitása nem tud lépést tartani a nagyfokú nyálelválasztással, minek következtében a nyál kissé sósabbá válik.

## A nyál fizikai és kémiai tulajdonságai
Az emberi nyál színtelen, szagtalan, kissé opálos, meglehetősen viszkózus folyadék. Kémhatása változó, rendszerint gyengén savanyú, ami a táplálkozáskor enyhén lúgos pH-ra változik. A nyál legnagyobb részét víz alkotja, fajsúlya 1,002–1,009 g/cm³ között változik.  A szárazanyag-tartalma 1–3 %, a fehérjetartalom pedig a teljes nyál 0,3–0,6 %-át teszi ki. A szekretált nyál mennyisége és kémiai összetétele egyrészt a táplálék minőségétől, mennyiségétől, továbbá a szájba jutott anyag mechanikai ingereitől, kémhatásától függ.
| A nyálban található makromolekulák | A termelő mirigy | Funkciója                                          |
| ---------------------------------- | ---------------- | -------------------------------------------------- |
| Prolinban gazdag fehérje           | P, SM            | fogvédő, Ca2+-kötő, antimikrobiális, szájnedvesítő |
| Mucin glikoproteinek               | SL, SM           | szájnedvesítő                                      |
| Alfa-amiláz                        | P, SM            | keményítő hidrolízise                              |
| Lipáz                              | SL               | zsír emésztése                                     |
| Ribonukleáz                        | SM               | RNS-emésztés                                       |
| Kallikrein                         | P, SM, SL        | nem ismert                                         |
| Laktoperoxidáz                     | SM               | antimikrobiális                                    |
| Laktoferrin                        | nem ismert       | antimikrobiális                                    |
| Lizozim                            | SM               | antimikrobiális                                    |
| IgA receptor protein               | nem ismert       | antimikrobiális                                    |
| IgA alegység                       | nem ismert       | antimikrobiális                                    |
| Növekedési faktor                  | SM               | antimikrobiális                                    |

A nyálmirigyekre vonatkozó rövidítések a táblázat második oszlopában: 
- P = glandula parotis - fültőmirigy;
- SM = glandula submandibularis - állkapocs alatti mirigy;
- SL = glandula sublingualis - nyelv alatti mirigy

A nyálmirigyek által termelt nyálfolyadék alapszintű termelését (0,2-0,5 ml/perc) acetilkolin vagy kolinerg agonista gyógyszerek intravénás adásával jelentős mértékben lehet fokozni. Ezzel a mesterséges állapottal lehet a táplálkozás során megfigyelt szekréciós szintet modellezni. Az alapállapotú és a stimulált nyálelektrolit-összetételt foglalja össze az alábbi táblázat.
| Elektrolit | Alapszintű szekréció | Stimulált szekréció |
| ---------- | -------------------- | ------------------- |
|            | Koncentráció (mM)    | Koncentráció (mM)   |
| Na+        | 15                   | 90                  |
| K+         | 30                   | 15                  |
| Cl-        | 15                   | 50                  |
| HCO3-      | 15                   | 60                  |

- Koncentráció (mM) = millimól, azaz ezred mólos vagy 10−3 M oldat.

Az értékekből látható, hogy stimulált (tehát fokozott) nyálelválasztáskor a Cl--koncentráció csökken, a HCO3--tartalom nő, aminek a következménye a nyál enyhe lúgosodása. Maximális szekréció esetén a kémhatás az alapszintű pH 6,0-ról pH 8,0-ra nőhet. A nyálkémhatás változásának nagy jelentősége van abban, hogy egyes gyógyszerek vagy metabolitjaik a vérből a nyálba kiválasztódva a szájba kerülhetnek, ahol különböző ízhatást generálnak.